# Lucius Calpurnius Piso Licinianus
Lucius Calpurnius Piso Frugi Licinianus (38-69) was onderkeizer van het Romeinse Rijk van 10 tot 15 januari 69. Hij was benoemd door keizer Galba om zijn eigen positie te versterken toen twee van zijn legioenen in Germania Superior tegen hem in opstand kwamen.

## Familie
Piso was een zoon van Marcus Licinius Crassus Frugi, consul in 27, en Scribonia, kleindochter van Pompeia Magna, en dus een afstammeling van  triumvir Pompeius. Piso's oudere broer Gnaeus Pompeius Magnus was gehuwd met Claudia Antonia, dochter van keizer Claudius, maar werd geëxecuteerd door zijn schoonvader in 46. Een andere broer, Marcus Licinius Crassus, werd tot zelfmoord gebracht op aanstoken van Nero.

## Moord op Galba
Toen de bejaarde Galba een nieuwe, jongere, opvolger wilde kiezen, stelde zijn consul Titus Vinius Marcus Salvius Otho voor, maar Galba keurde de lakse normen en waarden van Otho af, in de veronderstelling dat hij nauwelijks een verbetering zou zijn ten opzichte van zijn voorganger, keizer Nero. In plaats daarvan koos hij op advies van zijn praefectus praetorio Cornelius Laco voor Piso, die hij uit ballingschap liet terugkeren. Hij werd vervolgens in januari 69 door Galba geadopteerd. Otho had verwacht dat hij gekozen werd, en in zijn teleurstelling besloot hij Galba en Piso te vermoorden om zelf keizer te worden.
Op 15 januari werd Galba op het Forum Romanum gelyncht door leden van de pretoriaanse wacht, die voor veel geld waren omgekocht door Otho. Vinius werd ook vermoord, ondanks dat hij uitriep dat Otho niet zijn dood bevolen had. Van alle keizerlijke lijfwachten durfde slechts één centurio, Sempronius Densus, tegen de moordenaars stelling te nemen. Gewapend met slechts een dolk ging hij eigenhandig een grote groep van volledig bewapende mannen te lijf, en, door zijn muiterij af te zweren en tegen hen tot de dood te vechten, gaf hij voldoende tijd aan Piso om zich in veiligheid te brengen. Piso vluchtte naar de tempel van de Vestaalse maagden.

## Moord op Piso
Daar had hij veilig moeten zijn, maar de moordenaars waren niet in de stemming om zich iets gelegen te laten liggen aan de heiligheid van de tempel. Hij werd ontdekt door twee soldaten, Statius Murcus van de pretoriaanse garde en Sulpicius Florus, een Britse huurling die net het Romeins burgerschap van Galba had gekregen. Zij sleepten hem naar buiten en vermoordden hem. Hij was dertig jaar oud.
Tacitus schreef dat Otho "het afgehakte hoofd van het slachtoffer met een eigenaardige kwaadwillendheid bestudeerde, alsof zijn ogen er niet genoeg van konden krijgen". Maar Piso's dood was niet voldoende: Otho liet ook Laco vermoorden.
Maar liefst 120 personen probeerden erkend te worden als de moordenaar van Galba en Piso, in de hoop ervoor beloond te worden, waarvoor een lijst opgesteld werd van alle namen. Maar toen Otho afgezet werd door de nieuwe keizer Vitellius, werd de lijst ontdekt, en iedereen op de lijst werd geëxecuteerd.
Piso liet een vrouw achter, genaamd Verania, die aan Plinius de Jongere bekend was.

## Grafmonument
In de negentiende eeuw werd het grafmonument van de familie opgegraven, met daarop ook de grafschriften voor Piso en zijn broer Gnaeus Pompeius Magnus. Het grafmonument was versierd met een buste van voorvader Pompeius (nu in de Ny Carlsberg Glyptotek).

## Verder lezen
- W. Smith, art. Piso (31), in W. Smith (ed.), A dictionary of Greek and Roman biography and mythology, III, Londen, 1870, pp. 375-376.